# Ipolytölgyes
Ipolytölgyes es un pueblo húngaro perteneciente al distrito de Szob, condado de Pest.

## Superficie
Cuenta con una superficie de 13,67 km².

## Demografía
Hasta 2024 la población era de 380 habitantes, con una densidad de población de 27,79 hab/km².
| Gráfica de evolución demográfica de Ipolytölgyes entre 2020 y 2024 |
|                                                                    |
| Datos según la Oficina Central de Estadística de Hungría.          |